# Delmag
Die Delmag Maschinenfabrik Reinhold Dornfeld GmbH + Co. war eine Maschinenfabrik in Esslingen, die Bohr- und Rammgeräte sowie Bodenverdichtungsgeräte herstellte. Bekannt wurde sie durch ihren Dieselbären. Das Unternehmen bestand von 1922 bis 2000.

## Produkte

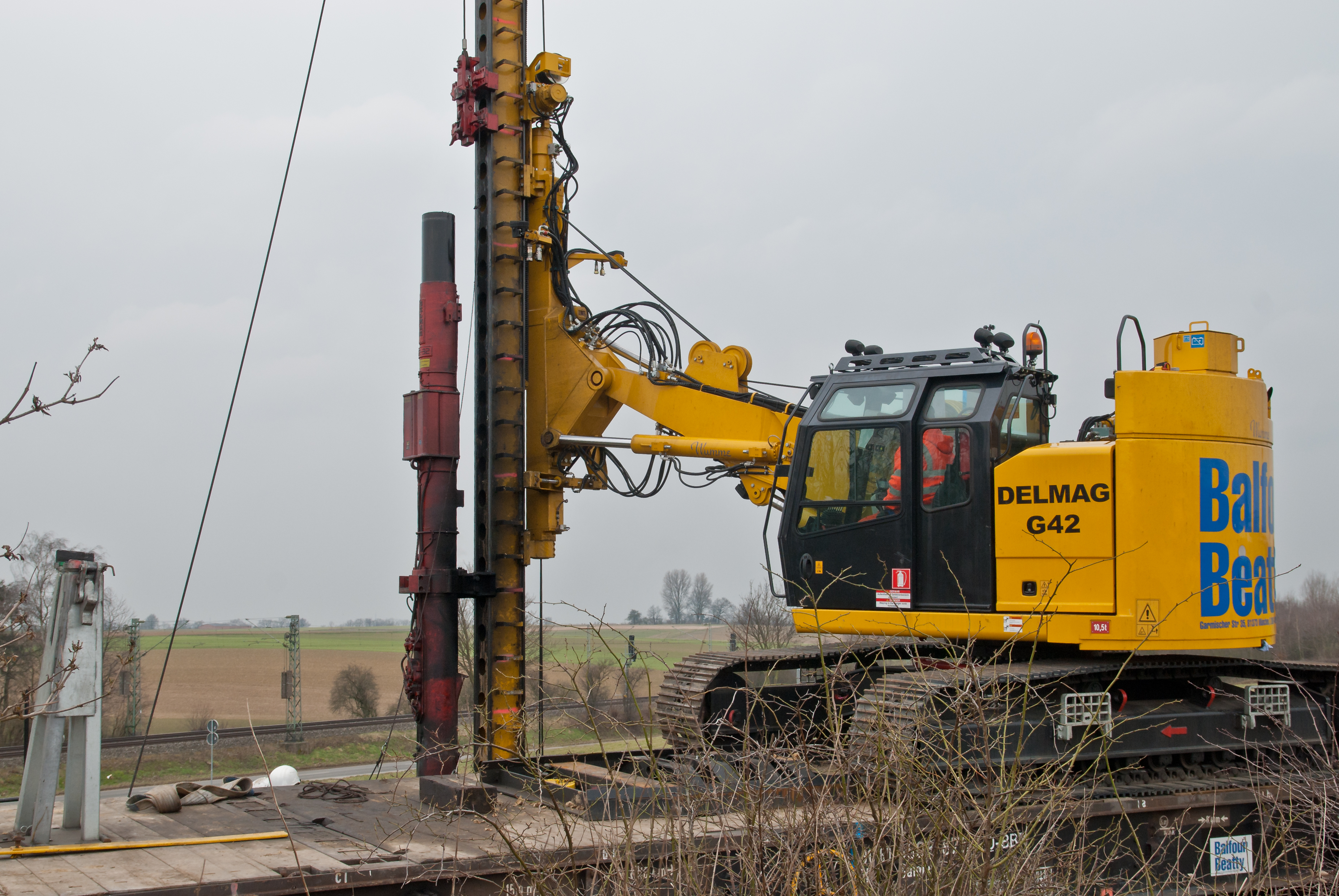
Delmag Mäkler mit Ex-Ramme

Delmag produzierte Stampfer und Rüttelgeräte. Ferner hatte die Gesellschaft kleinere Walzen im Programm, die sie jedoch nicht selbst produzierte.
Delmag stellte ferner Bohrgeräte her. Sie entwickelte ein Doppelbohrkopfgerät, für das sie noch im Jahr des Konkurses einen Innovationspreis erhielt. Der Vorteil dieses Gerätes bestand darin, dass in einem Arbeitsgang gebohrt und die Erde aus dem Bohrloch entfernt wird.
Kernstück der Rammgeräteproduktion waren die sogenannten Dieselbären. Es handelt sich hierbei um Rammgeräte, die ähnlich wie ein Ein-Zylinder-Motor funktionieren. An einem Mäkler bewegt sich ein Kolben auf und ab. Für die Abwärtsbewegung wird die Schwerkraft des Kolbens genutzt. Beim Aufprall auf dem Rammgut verdichtet sich das Dieselgemisch in dem Kolben, so dass es sich entzündet und den Kolben wieder nach oben bewegt. Mit dem Dieselbär erlangte das Unternehmen Weltruf.

## Geschichte

### Gründung
Das Unternehmen wurde 1922 von Reinhold Dornfeld gegründet und zunächst als Aktiengesellschaft geführt. Die Firma lautete Deutsche Elektromaschinen und Motorenbau AG. Die Aktiengesellschaft entstand durch den Zusammenschluss der Esslinger Holzbearbeitungsmaschinenfabrik Pflüger & Steinert und der Walter Fischer & Co. Das Produktionsprogramm umfasste zunächst fahrbare Holzsäge- und Spaltmaschinen. Ferner wurden Elektromotoren mit biegsamer Welle hergestellt.

### Spezialisierung auf Straßen- und Tiefbaugeräte
1926 wurde von Konrad Haage, dem späteren Chefkonstrukteur von Delmag, die erste Explosionsramme der Welt erfunden und patentiert. Damit begann die Spezialisierung des Unternehmens auf die Fertigung von Straßen- und Tiefbaugeräten.
1934 entwickelte Haage den Delmag Frosch. Hierbei handelt es sich um eine Baumaschine zur Bodenverdichtung. Der Frosch wurde die Sensation der Leipziger Frühjahrsmesse.
1937 wurde die Aktiengesellschaft in eine Einzelfirma mit dem Namen Delmag-Maschinenfabrik, Reinhold Dornfeld umgewandelt.
In den Kriegsjahren bis 1945 sind viele Delmag-Mitarbeiter gefallen. Mit einem kleinen Stamm von Mitarbeitern wurde nach Kriegsende die Fertigung von Bauaufzügen, Gewindeschneidmaschinen und anderen Geräten wieder aufgenommen.
Schon kurze Zeit später rückte die Produktion von Stampf- und Rammgeräten wieder in den Mittelpunkt des Unternehmens.

### Umwandlung zur GmbH & Co. KG
1952 wurde das Unternehmen zunächst in eine OHG und 1954 in eine Kommanditgesellschaft umgewandelt. Gesellschafter waren der Firmengründer Reinhold Dornfeld und sein Sohn Eberhard Dornfeld. 1967 erfolgte die Umwandlung in eine GmbH & Co. KG, die fortan als DELMAG-Maschinenfabrik, Reinhold Dornfeld GmbH + Co. firmierte.
1977 entstand eine neue Generation der Dieselbären, mit denen Delmag in der Vergangenheit bekannt geworden war.
Am 25. November 1987 starb Eberhard Dornfeld. Er wurde von seinen Kindern Angelika Bocher, Cornelie Hauptmann und Matthias Dornfeld beerbt. Sie wurden Inhaber der Hälfte des Stammkapitals der Gesellschaft, das insgesamt 10.520.000 DM betrug.
Die andere Hälfte gehörte der Familie von Eberhard Dornfelds Schwester Ingeborg Bartholomäi: Jürgen Bartholomäi, Bettina Unger, Ellen Dinkel und Mechthild Bayer.
Die Familien waren jedoch nicht mehr in der Geschäftsführung vertreten und waren sich nicht immer einig.

## Weitere Gesellschaften
Delmag verfügte über eine Tochtergesellschaft, die Gebr. Lindenmeyer Maschinenfabrik GmbH & Co. in Gersthofen. Gegenstand des Unternehmens war die Herstellung von Ramm- und Ziehgeräten sowie von Bodensondiergeräten.
Die nachfolgenden Vertriebsgesellschaften gehörten nicht Delmag selbst, sondern den Familien Dornfeld und Bartholomäi. An den Vertriebsgesellschaften in USA war auch Otto Kammerer beteiligt. Dies erschwerte die Arbeit der Geschäftsführung von Delmag wesentlich, da die Vertriebsschiene in die USA von großer Bedeutung war, die Gesellschafter jedoch eigene Interessen verfolgten.
- Carl Heusser AG, Cham, Schweiz. Gegenstand der Gesellschaft war der Handel mit Baumaschinen. Die Gesellschaft beschäftigte 64 Arbeitnehmer.
- Pileco Inc., Houston, Texas, USA. Über die Pileco, Inc. vertrieb DELMAG ihre Ramm- und Bohrgeräte auf dem US-Markt außer in Kalifornien. Die Gesellschaft beschäftigte 33 Arbeitnehmer.
- Pilemac Inc., Houston, Texas, USA. Über die Pilemac, Inc. vertrieb Delmag ihre Ramm- und Bohrgeräte in Kalifornien. Die Gesellschaft beschäftigte 5 Arbeitnehmer
- DELMAG-France S.A., Maurepas, Frankreich. Über die DELMAG-France S.A. vertrieb Delmag ihre Produkte auf dem französischen Markt. Die Gesellschaft beschäftigte 8 Arbeitnehmer.
- SCM, Ltd., Toronto, Ontario, Kanada. Gegenstand der Gesellschaft war der Handel mit Baumaschinen. Die Gesellschaft beschäftigte drei Arbeitnehmer.
- Berlington Engineers Ltd., Greenford, England. Gegenstand des Unternehmens war der Handel mit Baumaschinen. Die Gesellschaft beschäftigte 14 Arbeitnehmer.

## Niedergang
Eine Rezession im Baugewerbe sorgte für erhebliche Umsatzverluste. Gleichzeitig verlor das Unternehmen Marktanteile an Wettbewerber. Der Grund dafür war, dass das Unternehmen seine Produktpalette nicht pflegte und zu wenig in Neuentwicklungen investierte.
Delmag reagierte darauf mit dem Versuch, Kosten einzusparen. Insbesondere kam es zu erheblichen Personalreduzierungen. Obwohl die Kostensenkungen ohne zeitlichen Verzug erfolgten, geriet das Unternehmen 1992 in die Verlustzone.
Seit dem Jahr 1992 befand sich das Unternehmen im Fall. 1991 wurde bei einem Umsatz von 91,4 Mio. DM noch ein Gewinn von 2,5 Mio. DM ausgewiesen. In den Folgejahren ging der Umsatz kontinuierlich zurück. 1997 wurden nur noch 31,8 Mio. DM umgesetzt. Die Belegschaft zählte 1992 noch 389 Arbeitnehmer, im Jahr 1998 schrumpfte sie auf 122 Arbeitnehmer und 5 Auszubildende. In den fünf Jahren betrugen die Verluste insgesamt 32 Mio. DM.

### Großauftrag
Die Geschäftsführung schloss am 2. Februar 1998 mit der Schweizerischen Eidgenossenschaft, vertreten durch die Gruppe Rüstung, einen Vertrag über die Herstellung und Lieferung von 18 Rammgeräten. Die Rammgeräte auf Schwimmplattform (Schwimmrammen) wurden für Pioniereinheiten benötigt und zur Herstellung provisorischer Brücken in Flüssen und Seen eingesetzt. Sie dienten im Kriegsfall der Herstellung von Nachschubwegen. In Friedenszeiten wurden sie im Katastrophenfall eingesetzt, etwa wenn Brücken durch Lawinen oder Erdrutsche zerstört und durch provisorische Brücken ersetzt werden mussten.
Die Kaufpreise je Schwimmramme betrugen 682.695 DM, somit für 18 Schwimmrammen 12.288.510 DM und für das Ersatzteilpaket 700.000 DM.
Unter Einrechnung der Kaufpreise für die technische Dokumentation belief sich der Gesamtkaufpreis auf 13.200.000 DM. Die schweizerische Eidgenossenschaft verpflichtete sich, eine Anzahlung von 3.960.000 DM zu leisten, gegen Stellung einer Bürgschaft einer Schweizer Bank.
Die Durchführung des Vertrages scheiterte daran, dass die Geschäftsführung nicht in der Lage war, die Bankgarantie für die Anzahlung zu stellen.

### Vergleichsantrag und Konkurseröffnung
Die Gesellschaft stellte am 12. Mai 1998 beim Amtsgericht Esslingen einen Vergleichsantrag. Zum vorläufigen Vergleichsverwalter wurde der Stuttgarter Rechtsanwalt Volker Grub bestellt.
Am 24. Juni 1998 teilte die Gesellschaft dem Amtsgericht mit, dass sie ihren Vergleichsvorschlag nicht aufrechterhalte und gegen einen das Anschlusskonkursverfahren eröffnenden Beschluss kein Rechtsmittel einlegen werde. Am 1. Juli 1998 wurde das Anschlusskonkursverfahren eröffnet und Grub auch zum Konkursverwalter bestellt.

### Fortführung des Unternehmens durch den Konkursverwalter
Der Großauftrag der Schweizer Armee war Grundlage dafür, dass der Konkursverwalter das Unternehmen fortführen konnte. Er konnte sich mit der Schweiz darauf einigen, dass die Bezahlung in Teilen entsprechend dem Fortschritt der Auftragsbearbeitung und der Teillieferungen erfolgt. Der Auftrag sollte innerhalb von eineinhalb Jahren bis zum 30. November 1999 vollständig ausgeliefert sein. Außerdem gewährte der Bankenpool Grub einen Barkredit über 3,5 Mio. DM. Damit konnte der Konkursverwalter das Unternehmen ohne Unterbrechung fortführen.
Der Konkursverwalter entschied, die Abteilung Bodenverdichtungsgeräte bereits auf Ende November 1998 stillzulegen, da sie stark verlustbehaftet war. Damit verbunden war die Kündigung von 46 Arbeitnehmern. Die Abteilung Bodenverdichtungsgeräte wurde mit Wirkung zum 1. Dezember 1998 an drei Mitarbeiter der Delmag (Rolf Zieker, Gerhard Pfizenmaier und Gabriele Kaupp) veräußert. Sie gründeten die die Delko GmbH mit Sitz in Esslingen und beabsichtigten, Service und Ersatzteildienst für Delmag-Geräte sicherzustellen, aber auch die Produktion von ausgesuchten Geräten wieder aufzunehmen. Das Unternehmen übersiedelte nach Geislingen an der Steige.
Die Abteilung Bohr- und Rammgeräte führte der Konkursverwalter noch bis zum 1. Februar 2000 mit 54 Arbeitnehmern erfolgreich fort und erzielte einen Umsatz von 46,6 Mio. DM. Dies entspricht einem Jahresumsatz von 29,5 Mio. DM und war ein wesentlicher Beitrag zu der erreichten Konkursquote.

### Das Ende des Konkursverfahrens
Grub schloss das Konkursverfahren im Jahr 2004 ab. Vier Banken mit gesicherten Forderungen in Höhe von 10 Mio. DM und bevorrechtigte Forderungen mit 1,4 Mio. DM wurden vollbefriedigt. Nicht bevorrechtigte Forderungen in Höhe von 9,7 Mio. DM erhielten eine Quote von 89,4 %.

## Weiterführung durch ABI
Zum 1. Februar 2000 veräußerte Grub die Abteilung Bohr- und Rammgeräte mit dem Namen und der Marke DELMAG nebst dem Betriebsanwesen in Esslingen, Max-Planck-Straße 3, mit den noch beschäftigten 53 Arbeitnehmer an die ABI GmbH, Babenhausen.
ABI ist ein Baugerätehersteller in der Nähe von Aschaffenburg mit 120 Arbeitnehmern und einem Jahresumsatz von 40 Mio. DM im Jahr 1970. Die ABI Maschinenfabrik und Vertriebsgesellschaft mbH hat heute ihren Sitz in Niedernberg und bietet immer noch erfolgreich Delmag-Dieselbären an.

### Schließung des Standorts Esslingen
ABI schloss die Betriebsstätte in Esslingen, in der noch 35 Arbeitnehmer beschäftigt waren, zum 30. September 2018 wegen starker Schwankungen im Auftragseingang. Die Produktion erfolgt in vollem Umfang in Niedernberg.